# Nolosia
Nolosia este un gen de molii din familia Lymantriinae.